# Deep Space (jeu vidéo, 1986)
 (janvier 2018).
Si vous disposez d'ouvrages ou d'articles de référence ou si vous connaissez des sites web de qualité traitant du thème abordé ici, merci de compléter l'article en donnant les références utiles à sa vérifiabilité et en les liant à la section « Notes et références ».
Deep Space est un jeu vidéo de combat spatial en 3D développé et édité par Psygnosis, sorti en 1986 sur Amiga et Atari ST. C'est l'un des premiers jeux de la compagnie britannique.